# Hispaniola
Hispaniola er en vestindisk ø, en af de Store Antiller, og er delt mellem Haiti og den Dominikanske Republik.
Øens højeste punkt – og det højeste punkt i Vestindien – er Pico Duarte i den Dominikanske Republik.
Øen er verdens niende mest befolkede ø.
- Wikimedia Commons har flere filer relateret til Hispaniola

19°N 71°V / 19°N 71°V